# Adidas Telstar Durlast

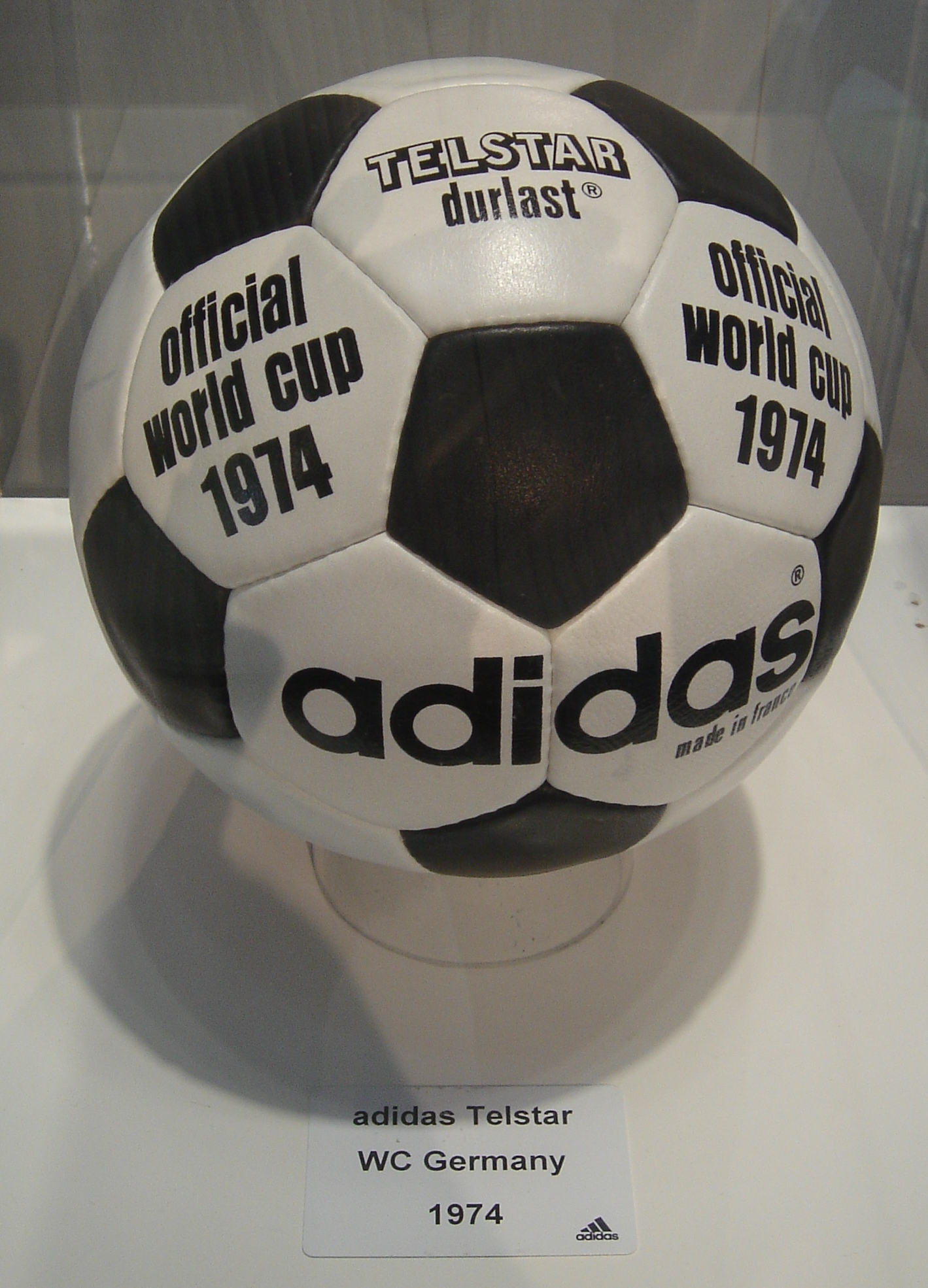

Telstar Durlast foi uma bola de futebol produzida pela empresa Adidas para uso na Copa do Mundo FIFA de 1974 realizada na então Alemanha Ocidental, que Alemanha. Foi também utilizada no Campeonato Europeu de Futebol de 1976, realizado na Iugoslávia.
Nesta edição, a Adidas apresentou uma nova versão da Adidas Telstar usada na copa anterior, chamada de Adidas Telstar Durlast, que era mais resistente a água e mais impermeável que a anterior. Durante o torneio, também foi usada uma bola toda branca, batizada de Adidas Chile Durlast, e que foi utilizada em 8 jogos, incluindo a semifinal entre Brasil e Países Baixos, e a decisão do 3° lugar entre Brasil e Polônia.
Após a Copa, foram lançados outros modelos, inclusive a "Super Lux", que era feita com gomos hexagonais laranjas e gomos pentagonais pretos, o que facilitaria a visibilidade da bola em jogos com neve.